# Hemitrygon sinensis
Hemitrygon sinensis ist eine Stechrochenart und lebt im nordwestlichen Pazifik vor den Küsten von China und Korea.

## Merkmale
Hemitrygon sinensis erreicht eine Gesamtlänge von maximal 82 cm bei bis zu 40 cm Scheibenbreite. Er hat eine rautenförmige Brustflossen-Scheibe, die etwa so breit wie lang ist. Der Schwanz ist peitschenartig, etwas weniger als doppelt so lang wie die Scheibe und trägt meist einen Giftstachel. Die Oberseite ist grau, heller an den Flossenrändern; die Unterseite ist grauweiß.

## Lebensweise
Über die Lebensweise des Rochens ist wenig bekannt. Er ist vermutlich ovovivipar, wie die meisten Stechrochen. Er wird häufig als Beifang in Schleppnetzen gefangen und vor allem in China auch weiterverwertet.

## Systematik
Die Rochenart wurde im Jahr 1892 durch den deutschen Ichthyologen Franz Steindachner unter der wissenschaftlichen Bezeichnung Trygon sinensis beschrieben, später dann der Gattung Dasyatis zugeordnet. Bei einer Mitte 2016 erfolgten Revision der Dasyatidae wurde die Art in die Gattung Hemitrygon gestellt.